# Томирис (фильм)
«Томирис» — казахстанский художественный фильм режиссёра Акана Сатаева, рассказывающий о царице массагетов и её победе над Киром Великим. Главную роль в нём сыграла Альмира Турсын. Премьера фильма состоялась в сентябре 2019 года.

## Сюжет
Действие фильма происходит в VI веке до н. э. в степях Центральной Азии. Главная героиня — Томирис из кочевого народа массагетов. Ещё в детстве она теряет отца и долгие годы вынуждена скрываться. Однако потом Томирис карает врагов, становится царицей и побеждает царя персов Кира II, вторгшегося в её владения.

## В ролях
- Альмира Турсын — Томирис
- Айжан Лайджи — Сардана
- Адиль Ахметов — Аргун
- Еркебулан Дайыров — Харасп
- Берик Айтжанов — Куртун
- Азамат Сатыбалды — Каваз
- Гассан Массуд — Кир II Великий

## Создание и релиз
Идея создания фильма о Томирис принадлежала Алии Назарбаевой, дочери первого президента Казахстана. Фильм был снят по заказу Министерства культуры и спорта страны. Съёмки начались в декабре 2017 года и проходили в разных частях Казахстана. Бюджет фильма составил 6,5 миллионов долларов. На главную роль выбрали психолога Альмиру Турсын, которой пришлось брать уроки верховой езды, учиться стрелять из лука, пользоваться ножом и мечом.
Сюжет построен на рассказе Геродота о гибели Кира Великого. Создатели фильма стремились показать подлинные культуру и быт массагетов; при этом массагеты в картине говорят на прототюркском языке, хотя современные исследователи считают их иранским народом.
Премьера состоялась в сентябре 2019 года.

## Оценки
Фильм был раскритикован из-за сюжета как в Казахстане, так и в Иране. Это было связано, в частности, с изображением массагетов как тюрков, а не ираноязычного народа, а также с феминистским подходом сценаристов и с их излишним доверием версии Геродота, которую современные историки оспаривают. Прозвучало мнение о том, что цель фильма — сделать более приемлемой для казахстанского общества кандидатуру Дариги Назарбаевой, дочери и потенциальной преемницы Нурсултана Назарбаева.
Несмотря на критику, фильм получил Большую премию за жанр модерн на французском фестивале L'Étrange 2020 года. Его кассовые сборы составили 1,3 млн долларов (это пятая часть бюджета).